# 堀口ノア
堀口 ノア（ほりぐち のあ、1957年12月2日 - ）は山口県出身のシンガーソングライター・作詞家である。

## 来歴
同志社大学卒業。1970年代に京都レコードからデビュー。本名の上杉勝也（うえすぎかつや）として活動していたが、2006年7月13日に東京江古田マーキーで27年振りに行われたあらい舞とのジョイントライブから、堀口ノアとしての活動も再開。
京本政樹の長年の親友であり音楽パートナーでもある。京本のアルバムやライブでコーラスを務めることが多い。

## ディスコグラフィ

### シングル
| # | 発売日         | A/B面 | タイトル         | 作詞       | 作曲       | 編曲          | 規格品番 |
| - | -------------- | ----- | ---------------- | ---------- | ---------- | ------------- | -------- |
| 1 | 1978年 4月25日 | A面   | 君を愛と呼ぼう   | 堀口ノア   | 堀口ノア   | 戸塚修        | L-212Y   |
| 1 | 1978年 4月25日 | B面   | 憶えていますか   | 堀口ノア   | 堀口ノア   | 戸塚修        | L-212Y   |
| 2 | 1978年 12月    | A面   | 瀬戸内           | 堀口ノア   | 堀口ノア   | 戸塚修 青木望 | L-251Y   |
| 2 | 1978年 12月    | B面   | ようやく陽差しが | 堀口ノア   | 堀口ノア   | 戸塚修        | L-251Y   |
| 3 | 1979年 5月     | A面   | ぼくのために     | 堀口ノア   | 堀口ノア   | 戸塚修        | SR06-1   |
| 3 | 1979年 5月     | B面   | 木もれ陽         | 堀口ノア   | 堀口ノア   | 戸塚修        | SR06-1   |
| 4 | 1979年 12月    | A面   | く・ち・び・る   | 望田市郎   | 桜井順     | 河野土洋      | SR06-2   |
| 4 | 1979年 12月    | B面   | 白いティールーム | 堀口ノア   | 堀口ノア   | 野間義男      | SR06-2   |
| 5 | 1980年 11月    | A面   | 白い朝           | 来生えつこ | 馬飼野康二 | 馬飼野康二    | SR07-6   |
| 5 | 1980年 11月    | B面   | 影絵遊び         | 堀口ノア   | 堀口ノア   | 野間義男      | SR07-6   |

### アルバム
- ノア
- 書簡箱

※すべて京都レコード制作であるが、発売元はワーナー・パイオニア、1979年以降はワーナー・パイオニアと渡辺プロダクションとで設立された「SMSレコード」から発売。

## 作詞作曲したアーティスト
- 京本政樹
- 世良公則
- 西城秀樹
- 岩崎宏美
- 布施明